# 2024-es Formula–1 kanadai nagydíj
A kanadai nagydíj a 2024-es Formula–1 világbajnokság kilencedik futama volt, amelyet 2024. június 7. és június 9. között rendeztek meg a Circuit Gilles Villeneuve versenypályán, Montréalban.

## Választható keverékek
| Abroncs              | Friss | Használt |
| -------------------- | ----- | -------- |
| Kemény keverék (C3)  |       |          |
| Közepes keverék (C4) |       |          |
| Lágy keverék (C5)    |       |          |
| Átmeneti esőgumi (I) |       |          |
| Teljes esőgumi (W)   |       |          |

## Szabadedzések

### Első szabadedzés
A kanadai nagydíj első szabadedzését június 7-én, péntek délután tartották, magyar idő szerint 19:30-tól.
| helyezés | versenyző        | csapat/motor                 | elért idő  | különbség | futott kör |
| -------- | ---------------- | ---------------------------- | ---------- | --------- | ---------- |
| 1        | Lando Norris     | McLaren-Mercedes             | 1:24,435   |           | 8          |
| 2        | Carlos Sainz Jr. | Ferrari                      | 1:24,763   | +0,328    | 11         |
| 3        | Charles Leclerc  | Ferrari                      | 1:25,306   | +0,871    | 11         |
| 4        | Lewis Hamilton   | Mercedes                     | 1:25,970   | +1,535    | 11         |
| 5        | Max Verstappen   | Red Bull Racing-Honda RBPT   | 1:26,502   | +2,057    | 10         |
| 6        | Oscar Piastri    | McLaren-Mercedes             | 1:26,754   | +2,319    | 7          |
| 7        | Pierre Gasly     | Alpine-Renault               | 1:27,584   | +3,149    | 8          |
| 8        | Valtteri Bottas  | Kick Sauber-Ferrari          | 1:27,670   | +3,235    | 11         |
| 9        | Sergio Pérez     | Red Bull Racing-Honda RBPT   | 1:28,058   | +3,623    | 10         |
| 10       | George Russell   | Mercedes                     | 1:28,541   | +4,106    | 9          |
| 11       | Daniel Ricciardo | RB-Honda RBPT                | 1:28,582   | +4,147    | 9          |
| 12       | Cunoda Júki      | RB-Honda RBPT                | 1:28,723   | +4,288    | 9          |
| 13       | Kevin Magnussen  | Haas-Ferrari                 | 1:29,052   | +4,617    | 8          |
| 14       | Nico Hülkenberg  | Haas-Ferrari                 | 1:32,826   | +8,391    | 5          |
| 15       | Fernando Alonso  | Aston Martin Aramco-Mercedes | 1:33,411   | +8,976    | 4          |
| 16       | Logan Sargeant   | Williams-Mercedes            | 1:36,586   | +12,151   | 5          |
| 17       | Lance Stroll     | Aston Martin Aramco-Mercedes | 1:40,530   | +16,095   | 4          |
| 18       | Csou Kuan-jü     | Kick Sauber-Ferrari          | idő nélkül |           | 4          |
| 19       | Jack Doohan      | Alpine-Renault               | idő nélkül |           | 3          |
| 20       | Alexander Albon  | Williams-Mercedes            | idő nélkül |           | 4          |

### Második szabadedzés
A kanadai nagydíj második szabadedzését június 7-én, péntek délután tartották, magyar idő szerint 23:00-tól.
| helyezés | versenyző        | csapat/motor                 | elért idő | különbség | futott kör |
| -------- | ---------------- | ---------------------------- | --------- | --------- | ---------- |
| 1        | Fernando Alonso  | Aston Martin Aramco-Mercedes | 1:15,810  |           | 25         |
| 2        | George Russell   | Mercedes                     | 1:16,273  | +0,463    | 24         |
| 3        | Lance Stroll     | Aston Martin Aramco-Mercedes | 1:16,464  | +0,654    | 27         |
| 4        | Charles Leclerc  | Ferrari                      | 1:16,556  | +0,746    | 24         |
| 5        | Daniel Ricciardo | RB-Honda RBPT                | 1:16,731  | +0,921    | 23         |
| 6        | Kevin Magnussen  | Haas-Ferrari                 | 1:16,773  | +0,963    | 15         |
| 7        | Lewis Hamilton   | Mercedes                     | 1:16,908  | +1,098    | 27         |
| 8        | Cunoda Júki      | RB-Honda RBPT                | 1:16,951  | +1,141    | 22         |
| 9        | Alexander Albon  | Williams-Mercedes            | 1:16,977  | +1,167    | 22         |
| 10       | Sergio Pérez     | Red Bull Racing-Honda RBPT   | 1:17,041  | +1,231    | 19         |
| 11       | Esteban Ocon     | Alpine-Renault               | 1:17,417  | +1,607    | 31         |
| 12       | Logan Sargeant   | Williams-Mercedes            | 1:17,496  | +1,686    | 22         |
| 13       | Carlos Sainz Jr. | Ferrari                      | 1:17,722  | +1,912    | 27         |
| 14       | Valtteri Bottas  | Kick Sauber-Ferrari          | 1:17,817  | +2,007    | 21         |
| 15       | Nico Hülkenberg  | Haas-Ferrari                 | 1:17,903  | +2,093    | 20         |
| 16       | Oscar Piastri    | McLaren-Mercedes             | 1:19,008  | +3,198    | 20         |
| 17       | Csou Kuan-jü     | Kick Sauber-Ferrari          | 1:19,087  | +3,277    | 17         |
| 18       | Max Verstappen   | Red Bull Racing-Honda RBPT   | 1:19,311  | +3,501    | 4          |
| 19       | Pierre Gasly     | Alpine-Renault               | 1:20,789  | +4,979    | 26         |
| 20       | Lando Norris     | McLaren-Mercedes             | 1:20,843  | +5,033    | 21         |

### Harmadik szabadedzés
A kanadai nagydíj harmadik szabadedzését június 8-án, szombat délután tartották, magyar idő szerint 18:30-tól.
| helyezés | versenyző        | csapat/motor                 | elért idő | különbség | futott kör |
| -------- | ---------------- | ---------------------------- | --------- | --------- | ---------- |
| 1        | Lewis Hamilton   | Mercedes                     | 1:12,549  |           | 31         |
| 2        | Max Verstappen   | Red Bull Racing-Honda RBPT   | 1:12,923  | +0,374    | 32         |
| 3        | George Russell   | Mercedes                     | 1:12,957  | +0,408    | 33         |
| 4        | Lance Stroll     | Aston Martin Aramco-Mercedes | 1:13,026  | +0,477    | 27         |
| 5        | Oscar Piastri    | McLaren-Mercedes             | 1:13,266  | +0,717    | 32         |
| 6        | Daniel Ricciardo | RB-Honda RBPT                | 1:13,279  | +0,730    | 34         |
| 7        | Lando Norris     | McLaren-Mercedes             | 1:13,293  | +0,744    | 32         |
| 8        | Fernando Alonso  | Aston Martin Aramco-Mercedes | 1:13,340  | +0,791    | 30         |
| 9        | Sergio Pérez     | Red Bull Racing-Honda RBPT   | 1:13,342  | +0,793    | 29         |
| 10       | Charles Leclerc  | Ferrari                      | 1:13,349  | +0,800    | 28         |
| 11       | Kevin Magnussen  | Haas-Ferrari                 | 1:13,439  | +0,890    | 30         |
| 12       | Carlos Sainz Jr. | Ferrari                      | 1:13,570  | +1,021    | 33         |
| 13       | Valtteri Bottas  | Kick Sauber-Ferrari          | 1:13,642  | +1,093    | 32         |
| 14       | Logan Sargeant   | Williams-Mercedes            | 1:13,663  | +1,114    | 31         |
| 15       | Cunoda Júki      | RB-Honda RBPT                | 1:13,716  | +1,167    | 31         |
| 16       | Pierre Gasly     | Alpine-Renault               | 1:13,737  | +1,188    | 29         |
| 17       | Nico Hülkenberg  | Haas-Ferrari                 | 1:13,777  | +1,228    | 27         |
| 18       | Alexander Albon  | Williams-Mercedes            | 1:13,880  | +1,331    | 22         |
| 19       | Esteban Ocon     | Alpine-Renault               | 1:14,075  | +1,526    | 31         |
| 20       | Csou Kuan-jü     | Kick Sauber-Ferrari          | 1:18,656  | +6,107    | 4          |

## Időmérő edzés
A kanadai nagydíj időmérő edzését június 8-án, szombat délután tartották, magyar idő szerint 22:00-tól.
| helyezés              | rajtszám | versenyző        | csapat/motor                 | 1. rész  | 2. rész  | 3. rész  | rajthely | futott kör |
| --------------------- | -------- | ---------------- | ---------------------------- | -------- | -------- | -------- | -------- | ---------- |
| 1                     | 63       | George Russell   | Mercedes                     | 1:13,013 | 1:11,742 | 1:12,000 | 1        | 26         |
| 2                     | 1        | Max Verstappen   | Red Bull Racing-Honda RBPT   | 1:12,360 | 1:12.549 | 1:12,000 | 2        | 27         |
| 3                     | 4        | Lando Norris     | McLaren-Mercedes             | 1:12,959 | 1:12,201 | 1:12,021 | 3        | 25         |
| 4                     | 81       | Oscar Piastri    | McLaren-Mercedes             | 1:12,907 | 1:12,462 | 1:12,103 | 4        | 29         |
| 5                     | 3        | Daniel Ricciardo | RB-Honda RBPT                | 1:13,240 | 1:12,572 | 1:12,178 | 5        | 25         |
| 6                     | 14       | Fernando Alonso  | Aston Martin Aramco-Mercedes | 1:13,117 | 1:12,635 | 1:12,228 | 6        | 23         |
| 7                     | 44       | Lewis Hamilton   | Mercedes                     | 1:12,851 | 1:11,979 | 1:12,280 | 7        | 26         |
| 8                     | 22       | Cunoda Júki      | RB-Honda RBPT                | 1:12,748 | 1:12,303 | 1:12,414 | 8        | 24         |
| 9                     | 18       | Lance Stroll     | Aston Martin Aramco-Mercedes | 1:13,088 | 1:12,659 | 1:12,701 | 9        | 25         |
| 10                    | 23       | Alexander Albon  | Williams-Mercedes            | 1:12,896 | 1:12,485 | 1:12,976 | 10       | 26         |
| 11                    | 16       | Charles Leclerc  | Ferrari                      | 1:13,107 | 1:12,691 |          | 11       | 21         |
| 12                    | 55       | Carlos Sainz Jr. | Ferrari                      | 1:13,038 | 1:12,728 |          | 12       | 22         |
| 13                    | 6        | Logan Sargeant   | Williams-Mercedes            | 1:13,063 | 1:12,736 |          | 13       | 22         |
| 14                    | 20       | Kevin Magnussen  | Haas-Ferrari                 | 1:13,217 | 1:12,916 |          | 14       | 16         |
| 15                    | 10       | Pierre Gasly     | Alpine-Renault               | 1:13,289 | 1:12,940 |          | 15       | 18         |
| 16                    | 11       | Sergio Pérez     | Red Bull Racing-Honda RBPT   | 1:13,326 |          |          | 16       | 11         |
| 17                    | 77       | Valtteri Bottas  | Kick Sauber-Ferrari          | 1:13,366 |          |          | box      | 10         |
| 18                    | 31       | Esteban Ocon     | Alpine-Renault               | 1:13,435 |          |          | 18[a]    | 11         |
| 19                    | 27       | Nico Hülkenberg  | Haas-Ferrari                 | 1:13,978 |          |          | 17       | 10         |
| 20                    | 24       | Csou Kuan-jü     | Kick Sauber-Ferrari          | 1:14,292 |          |          | box      | 11         |
| 107%-os idő: 1:17,425 |          |                  |                              |          |          |          |          |            |

Megjegyzés:
- ↑ a:  Esteban Ocon a monacói nagydíjon okozott balesetéért egy 5 helyes rajtbüntetést kapott.[3]

## Futam
A kanadai nagydíj futamát június 9-én, vasárnap délután tartották, magyar idő szerint 20:00-tól.
| helyezés | rajtszám | versenyző        | csapat/motor                 | futott kör | idő/kiesés oka | rajthely | pont |
| -------- | -------- | ---------------- | ---------------------------- | ---------- | -------------- | -------- | ---- |
| 1        | 1        | Max Verstappen   | Red Bull Racing-Honda RBPT   | 70         | 1:45:47,927    | 2        | 25   |
| 2        | 4        | Lando Norris     | McLaren-Mercedes             | 70         | +3,869         | 3        | 18   |
| 3        | 63       | George Russell   | Mercedes                     | 70         | +4,317         | 1        | 15   |
| 4        | 44       | Lewis Hamilton   | Mercedes                     | 70         | +4,915         | 7        | 12+1 |
| 5        | 81       | Oscar Piastri    | McLaren-Mercedes             | 70         | +10,199        | 4        | 10   |
| 6        | 14       | Fernando Alonso  | Aston Martin Aramco-Mercedes | 70         | +17,510        | 6        | 8    |
| 7        | 18       | Lance Stroll     | Aston Martin Aramco-Mercedes | 70         | +23,625        | 9        | 6    |
| 8        | 3        | Daniel Ricciardo | RB-Honda RBPT                | 70         | +28,672        | 5        | 4    |
| 9        | 10       | Pierre Gasly     | Alpine-Renault               | 70         | +30.021        | 15       | 2    |
| 10       | 31       | Esteban Ocon     | Alpine-Renault               | 70         | +30,313        | 18       | 1    |
| 11       | 27       | Nico Hülkenberg  | Haas-Ferrari                 | 70         | +30,824        | 17       |      |
| 12       | 20       | Kevin Magnussen  | Haas-Ferrari                 | 70         | +31,253        | 14       |      |
| 13       | 77       | Valtteri Bottas  | Kick Sauber-Ferrari          | 70         | +40,487        | box      |      |
| 14       | 22       | Cunoda Júki      | RB-Honda RBPT                | 70         | +52.694        | 8        |      |
| 15       | 24       | Csou Kuan-jü     | Kick Sauber-Ferrari          | 69         | +1 kör         | box      |      |
| Ki       | 55       | Carlos Sainz Jr. | Ferrari                      | 52         | ütközés        | 12       |      |
| Ki       | 23       | Alexander Albon  | Williams-Mercedes            | 52         | ütközés        | 10       |      |
| Ki       | 11       | Sergio Pérez     | Red Bull Racing-Honda RBPT   | 51         | baleset        | 16       |      |
| Ki       | 16       | Charles Leclerc  | Ferrari                      | 40         | motor          | 11       |      |
| Ki       | 6        | Logan Sargeant   | Williams-Mercedes            | 23         | baleset        | 13       |      |

## A világbajnokság állása a verseny után
| H   | Versenyzők       | Pont | H   | Konstruktőrök                | Pont |
| --- | ---------------- | ---- | --- | ---------------------------- | ---- |
| 1.  | Max Verstappen   | 194  | 1.  | Red Bull Racing-Honda RBPT   | 301  |
| 2.  | Charles Leclerc  | 138  | 2.  | Ferrari                      | 252  |
| 3.  | Lando Norris     | 131  | 3.  | McLaren-Mercedes             | 212  |
| 4.  | Carlos Sainz Jr. | 108  | 4.  | Mercedes                     | 124  |
| 5.  | Sergio Pérez     | 107  | 5.  | Aston Martin Aramco-Mercedes | 58   |
| 6.  | Oscar Piastri    | 81   | 6.  | RB-Honda RBPT                | 28   |
| 7.  | George Russell   | 69   | 7.  | Haas-Ferrari                 | 7    |
| 8.  | Lewis Hamilton   | 55   | 8.  | Alpine-Renault               | 5    |
| 9.  | Fernando Alonso  | 41   | 9.  | Williams-Mercedes            | 2    |
| 10. | Cunoda Júki      | 19   | 10. | Kick Sauber-Ferrari          | 0    |

(A teljes táblázat)

## Statisztikák
- Vezető helyen:
  - George Russell: 20 kör (1–20)
  - Lando Norris: 8 kör (21-25, 45-47)
  - Max Verstappen: 42 kör (26–44, 48-70)
- George Russell 2. pole-pozíciója.
- Lewis Hamilton 67. versenyben futott leggyorsabb köre.
- Max Verstappen 60. futamgyőzelme.
- A Red Bull Racing 119. futamgyőzelme.
- Max Verstappen 105., Lando Norris 18., és George Russell 12. dobogós helyezése.
- Kevin Magnussen 132. alkalommal állt rajthoz a Haas versenyzőjeként, amivel Jacques Laffite-tel holtversenyben már a 9. helyen áll a legtöbb nagydíjat egyazon csapatnál teljesítő versenyzők listáján.[4]
- Fernando Alonso új rekordot állított fel, mivel 21 év és 3 hónap telt el az első és az utolsó Formula–1-es pontszerzése között, amivel Michael Schumacher eddigi csúcsát döntötte meg.[4]